# Воскресіння юнака з Наїну

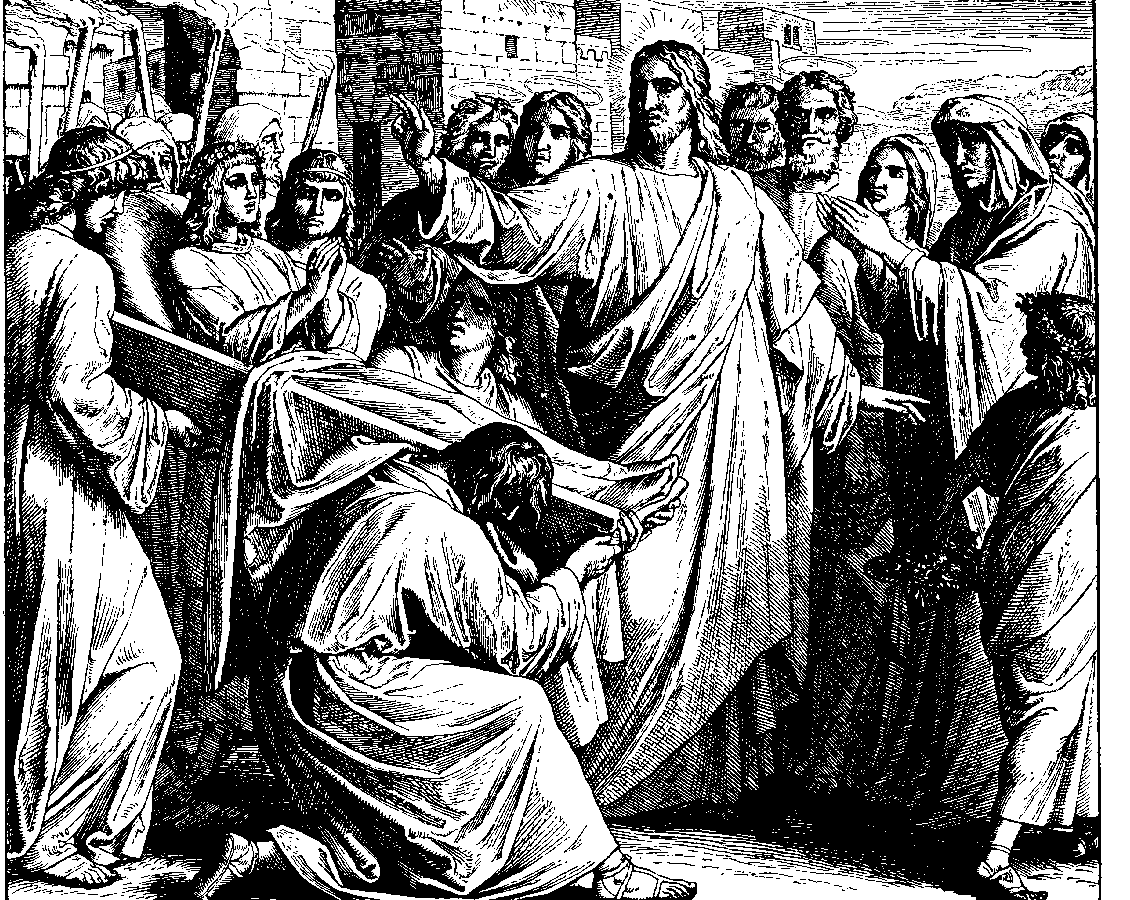
Воскресіння Юнака з Наїну.

Воскресіння юнака з Наїну — євангельська подія, одно з чудес Ісуса Христа, записана в Євангелії від Луки. Це перше з трьох чудес Ісуса в Євангеліях, коли Він воскрешає мертвих, два інших стосуються воскресіння дочки Яіра і Лазаря.

## Біблійне оповідання
Згідно з Євангелієм від Луки, Ісус з апостолами і великою кількістю людей йшов до села Наїн. При наближенні до міських воріт вони зустріли церемонію похорону сина вдови, яку також супроводжувала велика кількість людей з міста. Мати померлого, що була вдовою й мала тільки того сина, йшла за труною. Ісус побачив вдову, її біль і горе. Він зглянувся над нею, підступив до ноші з мертвим юнаком, доторкнувся до них,  зупинив процесію та наказав юнакові встати. Мертвий підвівся і почав говорити. За цим чудом поширився поголос про Ісуса по всій Юдеї і краю як про великого пророка.
Хоча воскресіння з мертвих у Біблії розглядається як дуже особливе чудо, Євангеліє від Луки розповідає про нього лише сімома реченнями, які передають силу всього, що відбулося. Євангеліє від Луки передає  без додаткового опису лише наказ Ісуса Христа - «Юначе, кажу тобі, встань!». І на цей повновладний наказ мертвий підвівся і почав говорити. Пророк Ілля при воскресінні сина вдови з Сарепти, молився до Бога і благав його про повернення душі юнака в тіло.  
У 1880 році францисканці побудували церкву у Наїні на спогад цього чуда.